# Aubigny-la-Ronce
Aubigny-la-Ronce é uma comuna francesa na região administrativa da Borgonha-Franco-Condado, no departamento de Côte-d'Or. Estende-se por uma área de 11,82 km². Em 2010 a comuna tinha 173 habitantes (densidade: 14,6 hab./km²).